# Sueño en otro idioma
Pour plus de détails, voir Fiche technique et Distribution.
Sueño en otro idioma (litt. : « Je rêve dans une autre langue » ou « Rêve dans une autre langue ») est un film mexicain réalisé par Ernesto Contreras et sorti en 2017. Le film aborde principalement le thème de la disparition des langues indigènes au Mexique. Il a remporté plusieurs prix, dont celui du public dans sa catégorie au festival du film de Sundance 2017 et six récompenses, dont celle du meilleur film, lors de la 60e cérémonie des prix Ariel en 2018.

## Synopsis
Le jeune linguiste Martín se rend dans un village forestier de l'État de Veracruz pour y étudier le zikril, une langue indigène en voie de disparition. Il souhaite enregistrer une conversation entre les deux derniers locuteurs, Evaristo et Isauro, deux septuagénaires, mais le premier refuse obstinément d'adresser la parole au second à cause d'une profonde querelle qui remonte à leur jeunesse. Martín et Lluvia, la petite-fille d'Evaristo, vont tout faire pour réconcilier les deux anciens amis et permettre au zikril de ne pas tomber dans l'oubli.

## Fiche technique
Sauf indication contraire, les informations mentionnées dans cette section peuvent être confirmées par la base de données cinématographiques IMDb,  présente dans la section « Liens externes ».
- Titre original : Sueño en otro idioma
- Réalisation : Ernesto Contreras
- Scénario : Carlos Contreras
- Musique : Demián Gálvez / Andrés Sánchez
- Costumes : Gabriela Fernandez
- Photographie : Tonatiuh Martínez Valdéz
- Montage : Jorge Macaya
- Sociétés de production : Revolver Amsterdam, Agencia SHA, Alebrije Cine y Video, EFD, Eficine, Estudios Churubusco Azteca S.A., Fondo para la Producción Cinematográfica de Calidad (FOPROCINE)
- Pays de production :  Mexique
- Langue originale : espagnol
- Genres : drame et romance
- Durée : 103 minutes
- Dates de sortie :
  - États-Unis : 28 juillet 2017
  - Mexique : 20 avril 2018

## Distribution
- Eligio Meléndez (es) : Evaristo
- José Manuel Poncelis : Isauro
- Fernando Álvarez Rebeil : Martín
- Fátima Molina : Lluvia
- Juan Pablo de Santiago : Evaristo jeune
- Hoze Meléndez : Isauro jeune
- Mónica Miguel (es) : Jacinta
- Norma Angélica (es) : Flaviana
- Nicolasa Ortiz Monasterio : María
- Héctor Jiménez : Santiago

## Production
Le film bénéficie du soutien de l'Institut national d'anthropologie et d'histoire. De l'aveu même de Carlos Contreras, le scénario s'inspire en partie d'une rumeur datant de 2006 qui affirmait que les deux derniers locuteurs de l'ayapaneco, une langue zoque parlée dans l'État de Tabasco, ne s'adressaient plus la parole.
La langue indigène parlée dans le film, le zikril, a été inventée pour les besoins du film. Elle est l'œuvre du linguiste Francisco Javier Félix Valdez. Les frères Contreras, en choisissant d'utiliser une langue fictive, voulaient éviter de manquer de respect ou d'usurper une langue existante.
Le tournage a eu lieu dans la région de Los Tuxtlas, dans l'État de Veracruz.

## Accueil

### Distinctions

#### Récompenses
- Festival du film de Sundance 2017 :
  - World Cinema Audience Award: Dramatic
- Prix Ariel 2018 : 
  - Meilleur film
  - Meilleur acteur pour Eligio Meléndez (es)
  - Meilleur scénario original pour Carlos Contreras
  - Meilleure photographie pour Tonatiuh Martínez
  - Meilleur son pour Enrique Greiner, Pablo Tamez et Raymundo Ballesteros
  - Meilleure musique pour Andrés Sánchez Maher

#### Nominations
- Prix Ariel 2018 :
  - Meilleur second rôle masculin pour Hoze Meléndez et Juan Pablo de Santiago
  - Meilleur second rôle féminin pour Fátima Molina
  - Meilleure figurante pour Norma Angélica (es) et Mónica Miguel (es)
  - Meilleure révélation féminine pour Nicolasa Ortiz Monasterio
  - Meilleure direction artistique pour Bárbara Enríquez
  - Meilleurs costumes pour Gabriela Fernández
  - Meilleur maquillage pour Maripaz Robles